# Semicytherura yajimae
Semicytherura yajimae is een mosselkreeftjessoort uit de familie van de Cytheruridae. De wetenschappelijke naam van de soort is voor het eerst geldig gepubliceerd in 1992 door Ikeya & Zhou.